# Walvis Bay

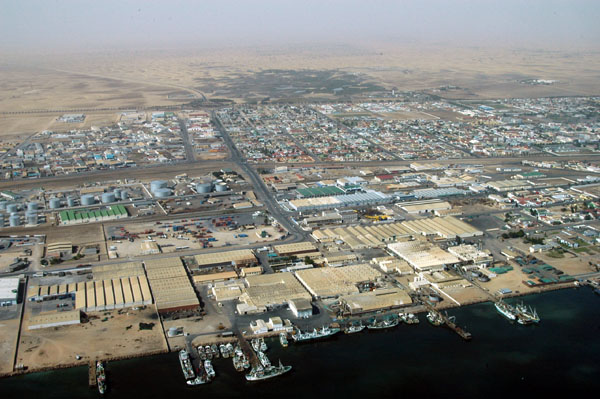
Vista aèria de Walvis Bay

Walvis Bay és la ciutat més gran de l'Erongo, a Namíbia, amb una població aproximada de 65.000 habitants. Durant un temps va tenir sobirania compartida per dos països alhora; Sud-àfrica i Namíbia. Actualment pertany solament a Namíbia (Un cas semblant és el de Cocobeach, compartida per Gabon i Guinea Equatorial).
La ciutat està enclavada en la badia del mateix nom, a l'oest del país. La badia ha estat un refugi per a vaixells de mar a causa del seu port de profunditats naturals, protegit per una llengua de sorra de Punta Pelicà. Sent ric en plàncton i vida marítima, aquestes aigües van acostar grans nombres de balenes que van atreure vaixells baleners i vaixells de pesca. Una successió de colons va explotar la posició i recursos d'aquest establiment portuari estratègic. El valor del port amb relació a la ruta de mar al voltant del Cap de Bona Esperança havia cridat l'atenció de les potències mundials des que va ser descobert. Aquest explica el complicat estatus polític de la Badia Walvis al llarg dels anys.
La ciutat està al final del Ferrocarril Trans-Namib a Windhoek, i en el camí B2.
Les atraccions de la Badia de Walvis inclouen l'artificial Illa Bird, el centre d'una indústria de recollida de guà, la duna de sorra, i un museu.
A Walvis Bay també podem trobar unes impressionants mines de sal marina així com diverses empreses relacionades amb la pesca.

## Història
El navegant portuguès Bartolomeu Dias va arribar al que avui és Walvis Bay el 8 de desembre de 1487, en la seva expedició per descobrir una ruta cap a les Índies. Va anomenar a la badia "O Golfo de Santa Maria da Conceição" (Golf de Santa Maria de la Concepció).
No hi ha cap fet destacable fins al 1840, quan el Regne Unit es va annexionar la badia i una petita zona dels voltants per prevenir ambicions alemanyes a la regió i per assegurar la ruta dels vaixells que viatjaven cap a la Ciutat del Cap.
Després de la Conferència de Berlín de 1884 pel qual les potències colonials europees es repartien pràcticament tot el continent africà en "protectorats" la major part de l'actual Namíbia va passar a ser una colònia alemanya anomenada Àfrica Sud-occidental Alemanya, i en possessió del Regne Unit al port de Walvis Bay.

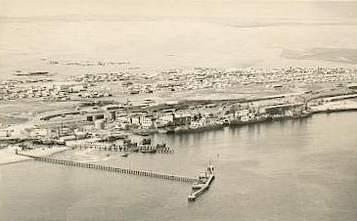
Walvis Bay al 1910.

El 1910, Walvis Bay, va formar part de la recentment creada Unió Sud-africana. No obstant això, es va plantejar amb Alemanya una disputa sobre els límits de l'enclavament. Aquest va ser posat finalment el 1911 ia la Badia Walvis li va ser assignada una àrea de 1.124 km².
L'enclavament va ser pres pels alemanys durant la Primera Guerra Mundial, però l'exèrcit sud-africà els va expulsar el 1915 i ràpidament fou integrada al règim marcial instaurat sobre l'Àfrica Suroccidental Alemanya. Posteriorment la Societat de Nacions va atorgar el control de l'Àfrica del Sud-oest Alemanya a Sud-àfrica juntament amb Walvis Bay.
La llei civil va ser restaurada a l'Àfrica del sud-oest el 1921 i la Badia Walvis es va fer una part integrant de l'Àfrica Sud-occidental. En vistes de l'imminent traspàs del seu control sobre l'Àfrica del Sud-oest, Sud-àfrica va transferir el poder sobre la Badia Walvis a la seva Província del Cap el 1971.
El 1978 el Consell de Seguretat de les Nacions Unides va instar a Sud-àfrica i la futura Namíbia a establir negociacions bilaterals sobre el futur de l'enclavament 
El 1990, després de la independència de Namíbia, Walvis Bay va continuar sota sobirania sud-africana. No va ser fins a la mitjanit del 28 de febrer de 1994 que Walvis Bay va ser retornada a Namíbia.